# 清潭水库 (来宾)
清潭水库是中国广西壮族自治区来宾市境内的一座水库，位于红水河流域马村河上，建于1957年。水库正常库容为828万立方米，集雨面积为42平方千米，海拔为113.89米。